# Provincia di Cáceres
Cáceres è una provincia della comunità autonoma dell'Estremadura, nella Spagna occidentale.
Confina con la Castiglia e León (province di Salamanca e di Ávila) a nord, con la Castiglia-La Mancia (provincia di Toledo) a est, con la provincia di Badajoz a sud e il Portogallo (distretti di Portalegre, di Castelo Branco e di Guarda) a ovest.
La superficie è di 19.868 km², la popolazione nel 2024 era di 388.652 abitanti
Il capoluogo è Cáceres, altri centri importanti sono Plasencia, Navalmoral de la Mata, Coria e Trujillo.

## Geografia antropica

### Suddivisioni amministrative
| Comarche della Provincia di Cáceres | Comarche della Provincia di Cáceres | Comarche della Provincia di Cáceres | Comarche della Provincia di Cáceres | Comarche della Provincia di Cáceres |
| ----------------------------------- | ----------------------------------- | ----------------------------------- | ----------------------------------- | ----------------------------------- |
| Comarca del Alagón                  | Comarca di Tajo-Salor               | Valle del Ambroz                    | Comarca di Cáceres                  | Comarca di Campo Arañuelo           |
| Valle del Jerte                     | Comarca di La Vera                  | Las Hurdes                          | Las Villuercas                      | Comarca de Los Ibores               |
| Comarca di Sierra de Gata           | Comarca di Trujillo                 | Comarca di Valencia de Alcántara    | Comarca di Alcántara                |                                     |